# Religiose di Sant'Andrea
Le religiose di Sant'Andrea (in francese religieuses de Saint-André) sono un istituto religioso femminile di diritto pontificio: le suore di questa congregazione pospongono al loro nome la sigla R.S.A.

## Storia
Le origini della congregazione risalgono all'ospedale di Tournai che, secondo la tradizione, fu fondato nel 1231 da due sorelle che misero a disposizione le loro sostanze per la creazione di un'opera a favore dei pellegrini e dei poveri della città. Con bolla del 28 ottobre 1249, papa Innocenzo IV pose l'istituto sotto la protezione pontificia.
Il servizio agli ospiti era garantito da una fraternità mista di religiosi (che scomparvero nel corso del XV secolo) e religiose, che seguivano la regola di sant'Agostino.
L'ospedale era originalmente detto di Saint-Nicolas du Bruille, dal nome della vicina chiesa parrocchiale, ma poi venne dedicato a sant'Andrea, titolare della cappella dell'ospedale; verso il 1329 l'ospedale cominciò ad accogliere anche malati.
Dopo il concilio di Trento, sotto il priorato di Maria de La Chapelle, le suore dell'ospedale si orientarono verso la vita contemplativa e il 16 settembre 1611 il vescovo di Cambrai approvò le religiose come claustrali; gli statuti del monastero vennero elaborati tra il 1643 e il 1644 dal gesuita Antoine Civoré, che pose l'accento sulla carità fraterna e diede ampio spazio alla vita di preghiera, secondo lo spirito degli Esercizi spirituali di Ignazio di Loyola.
Le religiose continuarono a condurre vita claustrale fino alla fine del XVII secolo, quando iniziarono ad accogliere educande e pensionanti.
Le suore vennero disperse con la rivoluzione francese e nel 1796 le loro proprietà furono confiscate. Nel 1801 la priora Séraphine Hauvarlet e alcune suore riacquistarono una porzione del loro monastero e aprirono una scuola: il gesuita Pierre Jenesseaux elaborò dei nuovi statuti basati sulle costituzioni della Compagnia di Gesù e nel 1837 le prime undici suore emisero i voti perpetui.
Le nuove costituzioni vennero promulgate il 14 aprile 1857 da Matteo Eustachio Gonella, nunzio apostolico in Belgio. Grazie al passaggio alla giurisdizione pontificia, la congregazione iniziò a espandersi fuori dal territorio della diocesi di Tournai.

## Attività e diffusione
Le suore si dedicano all'istruzione e all'educazione cristiana della gioventù, all'animazione dei ritiri secondo gli Esercizi spirituali di Ignazio di Loyola e a opere a favore di poveri, indigenti e vittime dell'ingiustizia.
Sono presenti in Europa (Belgio, Francia, Regno Unito), in Brasile e nel Repubblica Democratica del Congo; la sede generalizia è a Ramegnies-Chin, presso Tournai.
Alla fine del 2008 la congregazione contava 146 religiose in 17 case.